# Jan-Peter Frahm
Jan-Peter Frahm (* 14. Februar 1945 in Hamburg; † 5. Februar 2014 in Belgien) war ein deutscher Botaniker, der sich der Erforschung der Moose (Bryologie) widmete. Sein offizielles botanisches Autorenkürzel lautet „J.-P. Frahm“. 

## Leben und Wirken
Nach seinem Abitur an der St. Ansgar-Schule in Hamburg (1965) und der Ableistung seines Wehrdienstes studierte Frahm von 1966 bis 1972 Biologie und Geographie an der Universität Hamburg und der Christian-Albrechts-Universität zu Kiel. Nach dem Staatsexamen 1972 in beiden Fächern erfolgte bereits im gleichen Jahr die Promotion am Botanischen Institut der Christian-Albrechts-Universität zu Kiel, abgeschlossen mit magna cum laude.
Anschließend arbeitete er an der Universität Duisburg, wo er habilitierte und im Jahr 1981 zum Professor berufen wurde. Forschungsaufenthalte an ausländischen Instituten (z. B. Helsinki, Paris, Stockholm, Chicago) sowie eine Gastprofessur an der Universität von Alberta im Jahr 1989 folgten, bevor er 1994 von Duisburg an die Universität Bonn zum Nees-Institut für Biodiversität der Pflanzen wechselte.
Er wurde 1995 mit dem Spruce Award of the International Association of Bryologists ausgezeichnet für hervorragende Verdienste in der Bryologie. Ferner erhielt er die Ehrenmedaille der Universität Helsinki. In Anerkennung seiner Leistungen wurden neue Arten, wie Sphagnum frahmii, Porotrichum frahmii, Cololejeunea frahmii, Pylaisiella frahmii oder Porothamnium frahmii nach ihm benannt; auch die neue Gattung Frahmiella in der Familie der Brachytheciaceae trägt seinen Namen. 2014 wurde das Bryological Online Journal Frahmia nach ihm benannt.
Frahm war ehrenamtlich in der Kommission Reinhaltung der Luft tätig. Dort initiierte er in der Arbeitsgruppe „Wirkungsfeststellung an Niederen Pflanzen“ die ersten VDI-Richtlinien zur Bioindikation mit Moosen.

## Wissenschaftliche Forschungen
Frahm forschte zu zahlreichen Schwerpunkten der Bryologie und publizierte mehr als 650 Veröffentlichungen. Innerhalb der Moosforschung befasste er sich auch mit Bioindikation und entdeckte eine Lebermoosart, die sich von Einzellern ernährt. 
Frahm stellte fest, dass sich in den Städten durch die verbesserte Luftqualität wieder eine größere Anzahl von Flechtenarten angesiedelt hat. Er wies auch nach, dass sich durch die Freisetzung von Ammoniak durch Autokatalysatoren stickstoffliebende Flechten und Moose und stickstoffanzeigende Pflanzen entlang von Straßen ansiedeln. Frahm hat zudem vorgeschlagen, Moose einzusetzen, um die Feinstaubbelastung zu reduzieren, und testweise ein Teilstück an der Bundesautobahn 562 mit ihnen begrünen lassen.

## Publizistische Tätigkeit
Frahm war der Herausgeber folgender Zeitschriften:
- Tropical Bryology, internationale non-profit-Zeitschrift zur Biologie tropischer Moose
- Limprichtia, Zeitschrift zur Moosforschung in Deutschland
- Bryologische Rundbriefe, elektronischer Newsletter mit Informationen zur Moosforschung in Deutschland
- Archive For Bryology, Internetzeitschrift

## Ehrungen
Nach ihm benannt ist die Moosgattung Frahmiella Ignatov, Vanderp. & Y.F.Wang.

## Werke
Frahm war Autor und Co-Autor folgender Bücher:
- Mit Moosen begrünen – Gärten, Dächer, Mauern, Terrarien, Aquarien, Straßenränder – eine Anleitung zur Kultur. 3. Auflage. Weißdorn-Verlag Jena, 106 S.
- mit N. Froitzheim, R. Sievers, K. Weddeling: Führer zu naturkundlichen Exkursionen in der Umgebung von Bonn. I. Das Rheintal. Bouvier-Verlag, Bonn.
- Mosses and Liverworts of the Mascarenes and the Seychelles. bod-Verlag, 144 S.
- Mosses and Liverworts of the Mediterranean. bod-Verlag, 144 S.
- mit  F. Schumm, N. J. Stapper: Epiphytische Flechten als Umweltgütezeiger. bod-Verlag, 164 S.
- Die Laubmoosflora des Baltischen Bernsteinwaldes. Weißdorn-Verlag Jena, 101 S.
- mit N. J. Stapper, I. Franzen-Reuter: Epiphytische Moose als Umweltgütezeiger. Ein illustrierter Bestimmungsschlüssel. Kommission Reinhaltung der Luft im VDI und DIN, Düsseldorf, Schriftenreihe 40, 152 S.
- Moose – Eine Einführung. Weißdorn-Verlag Jena, 227 S., 266 Farbfotos.
- W. Frey, mit E. Fischer, W. Lobin: Liverworts, Mosses and Ferns of Europe. Harley Books.
- mit W. Malcolm: The moss family Dicranaceae in New Zealand. An illustrated key. Nelson (Micro Optics Press) 128 pp.
- mit W. Frey: Moosflora (1. Aufl. Stuttgart 1983); 4. Aufl. UTB 1250, Ulmer-Verlag Stuttgart.
- mit J. Eggers: Lexikon deutschsprachiger Bryologen. bod-Verlag, 673 S.
- Biologie der Moose. Spektrum Verlag, 375 S.
- Moose als Bioindikatoren. Quelle & Meyer, 187 S.
- mit E. Fischer: Führer zu botanischen Exkursionen in der Umgebung von Bonn. Bouvier-Verlag Bonn, 151 S.
- W. Frey, mit E. Fischer, W. Lobin: Kleine Kryptogamenflora. Bd. IV, 6. Auflage, G. Fischer-Verlag Stuttgart.
- Campylopodioideae, Paraleucobryoideae, in: Flora Neotropica Monographs 54, New York, 238 S.
- La bryoflore des Vosges et des zones limitrophes. Buchauflagen 1989, 2002, jetzt als Reprint des Textteils in Archive for Bryology 156, S. 1–138.
- mit W. Frey, H. Kürschner, M. Menzel: Mosses and Liverworts of Mt. Kinabalu. Kota Kinabalu, 91 S.
- Afrikanische Campylopus-Arten (= Bryophytorum Bibliotheka 31), 216 S.
- Conspectus der mittel- und südamerikanischen Campylopus-Arten (Dicranaceae) (= Bryophytorum Bibliotheka 5), Vaduz, 144 S.
- Herausgeber von J. Hedwig: Species Muscorum auf CD.